# NGC 5169
NGC 5169 est une galaxie spirale barrée située dans la constellation des Chiens de chasse. Sa vitesse par rapport au fond diffus cosmologique est de 2 594 ± 13 km/s, ce qui correspond à une distance de Hubble de 38,3 ± 2,7 Mpc (∼125 millions d'al). NGC 5169 a été découverte par l'astronome britannique John Herschel en 1830.
La classe de luminosité de NGC 5169 est II et elle présente une large raie HI.
En raison d'une brillance de surface égale à 14,06 mag/am2, on peut qualifier NGC 5169 de galaxie à faible brillance de surface (LSB en anglais pour low surface brightness). Les galaxies LSB sont des galaxies diffuses (D) avec une brillance de surface inférieure de moins d'une magnitude à celle du ciel nocturne ambiant.
À ce jour, quatre mesures non basées sur le décalage vers le rouge (redshift) donnent une distance de 32,550 ± 13,745 Mpc (∼106 millions d'al), ce qui est à l'intérieur des valeurs de la distance de Hubble. Notons que c'est avec la valeur moyenne des mesures indépendantes, lorsqu'elles existent, que la base de données NASA/IPAC calcule le diamètre d'une galaxie et qu'en conséquence le diamètre de NGC 5169 pourrait être d'environ 26,1 kpc (∼85 100 al) si on utilisait la distance de Hubble pour le calculer.

## Groupe de NGC 5198
Selon A. M. Garcia, NGC 5169 fait partie du groupe de NGC 5198. Ce groupe de galaxies compte au moins quatre membres. Les trois autres galaxies du groupe sont NGC 5173, NGC 5198 et UGC 8597.